# 弗鲁特代尔 (南达科他州)
弗鲁特代尔（英語：Fruitdale），是美国南达科他州下属的一座城市。根据2010年美国人口普查，该市有人口64人。论人口在本州排行第264。